# مونتارا (کالیفرنیا)
مونتارا (به انگلیسی: Montara) یک منطقهٔ مسکونی در ایالات متحده آمریکا است که در شهرستان سن ماتئو، کالیفرنیا واقع شده‌است. مونتارا ۱۰٫۰۴۵ کیلومتر مربع مساحت و ۲٬۹۰۹ نفر جمعیت دارد و ۳۰ متر بالاتر از سطح دریا واقع شده‌است.